# Luc Chomarat
Pour les articles homonymes, voir Chomarat (homonymie).
Œuvres principales
- Un trou dans la toile Le Fils du professeur Un petit chef-d’œuvre de littérature

Luc Chomarat, né en 1959 à Tizi Ouzou (Algérie française), est un écrivain et un traducteur français, auteur de roman policier et de littérature d'enfance et de jeunesse.

## Biographie
Né en Algérie, Luc Chomarat passe sa jeunesse à Saint-Étienne. Il s'intéresse très tôt au roman noir et au 7e art, développant une cinéphilie qui l'amène à s'intéresser autant aux séries B qu'aux œuvres d'auteurs plus reconnus, comme Ozu, Tarkovski ou Rohmer.
Son œuvre est marquée par les questions de la filiation et de la transmission.

## Œuvre

### Romans
- La Folle du roi, Fleuve noir, coll. « Engrenage » no 55 (1982)  (ISBN 2-265-02165-2)
- L'Espion qui venait du livre, Payot & Rivages, coll. « Rivages/Noir » no 944 (2014)  (ISBN 978-2-7436-2824-6)
- Un trou dans la toile, Payot & Rivages, coll. « Rivages/Noir » no 1011 (2016)  (ISBN 978-2-7436-3631-9)
- Le Polar de l'été, La Manufacture de livres (2017)  (ISBN 978-2-3588-7236-2)
- Les dix meilleurs films de tous les temps, Marest éditeur  (2017)  (ISBN 979-1-0965-3505-7)
- Un petit chef-d'œuvre de littérature, Marest éditeur (2018)  (ISBN 979-1-0965-3513-2)
- Le Dernier Thriller Norvégien, La Manufacture de livres (2019)  (ISBN 978-2-3588-7492-2)
- Le Fils du professeur,, La Manufacture de livres, 2021  (ISBN 9782358877749)
- L'Invention du cinéma, Marest éditeur (2022),  (ISBN 9782358877749), Prix Transfuge du meilleur livre de cinéma 2022
- Le Livre de la rentrée, La Manufacture de livres, 2023

### Littérature d'enfance et de jeunesse

#### Série Praline
- Je suis très fâchée, Toucan jeunesse (2007)  (ISBN 978-2-916780-10-8)
- Je sais pas quoi faire, Toucan jeunesse (2007)  (ISBN 978-2-916780-11-5)
- Je suis riche, Toucan jeunesse (2008)  (ISBN 978-2-8100-0040-1)
- Je suis trop contente, Toucan jeunesse (2008)  (ISBN 978-2-8100-0041-8)

#### Série Bruce
- Bruce footballeur, Toucan jeunesse (2008)  (ISBN 978-2-8100-0046-3)
- Bruce à la chasse, Toucan jeunesse (2008)  (ISBN 978-2-8100-0044-9)

### Préfaces
- Préface à Richard Fleischer, une œuvre de Nicolas Tellop, Marest éditeur (2021)

### Essais
- Le Zen de nos grands-mères, Éditions du Seuil (2008)  (ISBN 978-2-02-097235-2)
- La Publicité, Presses universitaires de France, coll. « Que sais-je ? » no 3960 (2013)  (ISBN 978-2-13-060734-2)

### Traduction
- La Mort viendra, petite (After Dark, my Sweet) de Jim Thompson, Payot & Rivages, coll. « Rivages/Noir » no 52 (1988)  (ISBN 2-86930-155-3)

## Prix et récompenses
- Grand prix de littérature policière 2016 pour Un trou dans la toile[2]